# Ellipteroides ida
Ellipteroides ida là một loài ruồi trong họ Limoniidae. Chúng phân bố ở miền Cổ bắc.